# The Three Stooges
The Three Stooges (englisch für „Die drei Pfeifen“) waren eine US-amerikanische Komikergruppe (Markenzeichen: körperbetonter, oft brutaler Slapstick), die insbesondere durch ihre zahlreichen Kurzfilme berühmt wurde. Ab 1925 war das Trio in wechselnden Besetzungen bis 1970 aktiv. Die Version der Jahre 1934 bis 1946, bestehend aus den Brüdern Moe und Curly Howard sowie Larry Fine, bleibt die populärste. Ein weiterer wichtiger Stooge war Shemp Howard, Vorgänger und Nachfolger seines Bruders Curly. In den USA haben die Three Stooges auch heute noch einen vergleichbaren Bekanntheitsgrad und Stellenwert wie Laurel und Hardy, jedoch fanden sie bei den Kritikern nie ähnlichen Anklang. Im deutschsprachigen Raum sind sie weniger bekannt.

## Geschichte

### Vorgeschichte: Ted Healy and his Stooges (1921–1934)
The Three Stooges (stooge = Handlanger, Stichwortgeber, Prügelknabe, Leidtragender, Dummer …) begannen als Teil eines Vaudeville-Acts namens Ted Healy and his Stooges. Ihre Nummer bestand darin, dass Chef-Komiker Healy zu singen oder Witze zu erzählen versuchte, während er ständig von seinen lauten Assistenten unterbrochen wurde, die daraufhin von ihm verbal und körperlich gezüchtigt wurden. Zu den Stooge-Brüdern Moe und Shemp, die sich Healy 1921 bzw. 1923 angeschlossen hatten, stießen 1925 Larry Fine und Fred Sanborn.
Im Jahr 1930 gaben Ted Healy and his Stooges (noch mit Sanborn) ihr Film-Debüt in Die Drei von der Feuerwache der Fox Film Corporation (später 20th Century Fox). Der Film war insgesamt kein Erfolg bei der Kritik, lediglich Moe, Shemp und Larry fielen so angenehm auf, dass Fox ihnen einen Vertrag als Trio anbot. Dies erzürnte Healy, der erfolgreich dagegen vorging. Die nun ebenfalls erzürnten Stooges starteten daraufhin ihren eigenen Act, bevor sie sich 1932 wieder mit Healy zusammenrauften. Shemp, der mit den rauen Umgangsformen des Alkoholikers Healy nicht zurande kam, verließ die Gruppe 1933 und wurde durch seinen jüngeren Bruder Jerry ersetzt. Aus Gründen der Komik musste Jerry seine rote Haarpracht sowie seinen Schnurrbart opfern und wurde fortan Curly (anfangs noch Curley) genannt.
1933 unterzeichneten Healy und seine Stooges einen Filmvertrag mit Metro-Goldwyn-Mayer. In verschiedenen Kombinationen, meist aber zu viert, traten sie in Kurzfilmen auf und erschienen als Comic Relief in mehreren MGM-Spielfilmen, beispielsweise neben Laurel und Hardy in Hollywood Party. 1934 lief der gemeinsame Vertrag aus und die Stooges trennten sich endgültig von Healy.
Ted Healy starb 41-jährig im Jahr 1937 unter mysteriösen Umständen.

### Die Columbia-Jahre: Moe, Larry und Curly (1934–1946)
Im Jahr 1934 unterzeichnete das Trio – jetzt offiziell The Three Stooges genannt – bei Columbia Pictures für eine Serie von Zweiaktern. Der erste davon, Woman Haters, war mit seinem musikunterlegten und durchgängig gereimten Text noch untypisch, aber bereits mit den beiden Folgewerken, dem selbstgeschriebenen Punch Drunks und dem Oscar-nominierten Men in Black (beide 1934), konnten sie sich endgültig als feste Größe etablieren. Weitere Höhepunkte waren unter anderem Hoi Polloi (1935), Three Little Beers (1935), Disorder in the Court (1936), Violent Is the Word for Curly (1938), Three Sappy People (1939), der Zweiteiler You Nazty Spy! (1940, Moe Howards Favorit) / I’ll Never Heil Again (1941) mit Moes Hitler-Parodie, A Plumbing We Will Go (1940, Curly Howards Favorit), Dutiful But Dumb (1941), der sehr brutale They Stooge to Conga (1943) und Micro-Phonies (1945).
Der Anführer der Stooges in den Filmen war Moe, der auf Healys Spuren wandelte und es seine beiden Freunde stets körperlich spüren ließ, wenn ihm etwas nicht passte. Dazu gehörten markige Sprüche wie „I'll tear your tonsils out and tie it around your neck for a bowtie!“ oder auch einfach nur „I'll moider ya!“. Larry, von Moe auch „Porcupine“ (Stachelschwein) genannt, zeichnete sich durch Zurückhaltung aus, war oft Stichwortgeber und bei musikalischen Einlagen der einzige Stooge, der tatsächlich selber spielte (Violine und Klavier). Äußerlich komisch wirkten die beiden nicht zuletzt durch ihre lächerlichen Frisuren. Unumstrittener Publikumsliebling des Trios war der gänzlich frisurlose Curly, ein Kindmann von spontaner, improvisationsfreudiger Komik und mit umfassendem Geräusch-Arsenal („Woob, woob, woob!“, „N’yuk, n’yuk, n’yuk!“, „N’gyahh-ahhh-ahhh!“, „Ruff, ruff!“, „Ah-ba-ba-ba-ba-ba-ba!“ etc.). Weitere Erkennungsmerkmale waren sein seltsamer Gang, mit dem er ein Hinken überspielte, das er sich in jungen Jahren durch einen versehentlichen Schuss ins Fußgelenk zugezogen hatte, und eine weit ausholende abwinkende Armbewegung.
Die wichtigsten Regisseure der Three Stooges in dieser Phase waren Jules White, seines Zeichens Chef der Columbia-Kurzfilm-Abteilung, und der bei Mack Sennett in die Lehre gegangene ehemalige Keystone Cop Del Lord. Bei einigen Frühwerken führte auch Komiker Charley Chase Regie. Zu den wichtigsten Autoren gehörten der zuvor für Sennett und die Tonfilme Harold Lloyds tätige Felix Adler, Elwood Ullman und der durch Buster Keatons Filme bekannte Clyde Bruckman. Die wichtigsten Nebendarsteller in den Filmen waren die bereits durch zahllose Komödienauftritte bewährten Vernon Dent und Bud Jamison. In kleineren Rollen wirkten gelegentlich auch ehemalige Komiker-Stars wie Snub Pollard, Chester Conklin und einmal auch Max Davidson mit. Als Titelmusik für die Kurzfilme fanden eine komische Version von Listen to the Mockingbird (ab 1935) sowie vor allem diverse Einspielungen von Three Blind Mice (ab 1939) Verwendung.
Curly war privat eine paradoxe Persönlichkeit: Einerseits galt er als wenig geselliger Einzelgänger, andererseits pflegte er einen ausschweifenden Lebensstil inklusive feucht-fröhlicher Nächte; daher fiel seine Leistung nach 1945 stark ab. Zuletzt war er schwer krank und hatte bei seinen letzten Kurzfilmen häufig Probleme, selbst die einfachsten Szenen zu bewältigen. Am 6. Mai 1946, dem letzten Drehtag von Half-Wits Holiday, erlitt er einen schweren Schlaganfall am Set. Damit war seine 14-jährige Karriere nach 97 Columbia-Kurzfilmen, dem Langfilm Rockin’ in the Rockies sowie diversen Gastauftritten beendet. Einen Cameo-Auftritt hatte er noch in Hold That Lion! (1947), dem einzigen Film, in dem alle drei Howard-Brüder (Moe, Curly und Shemp) zu sehen waren.

### Die Rückkehr von Shemp (1947–1956)
Obwohl Shemp Howard es mittlerweile zu einer erfolgreichen Solo-Karriere gebracht hatte, ließ er sich von Moe dazu überreden, Curly bei den Stooges zu ersetzen. Allerdings wollte er ursprünglich nur so lange mitwirken, bis Curly über den Berg sei. Dessen Zustand verschlechterte sich jedoch immer weiter. So trat Shemp mit den Stooges ab 1947 in 77 Kurzfilmen für Columbia sowie der abendfüllenden Western-Komödie Gold-Raiders für United Artists auf. Er erreichte zwar nie die Popularität seines jüngeren Bruders, wusste mit seinem Knautschgesicht aber dennoch als eigenständiger Stooge zu überzeugen. Weitere Markenzeichen waren sein verrücktes Preisboxer-Getänzel, das meist durch einen Haken des jeweiligen Opponenten beendet wurde, sein herzhaft-rustikales Lachen sowie ein nervöses „Eeb-eeb-eeb-eeb-eeb-eeb!“.
Nach den manchmal eher beklemmenden als komischen letzten Auftritten Curlys nahm die Qualität der Kurzfilme nun wieder zu. Auch Larry, der zu Curlys Zeiten gelegentlich etwas untergegangen war, trat nun mehr in den Vordergrund. Anteil am geglückten Übergang hatten zudem der fähige Regisseur und Autor Edward Bernds sowie Emil Sitka und Christine McIntyre, die markantesten Neuzugänge im Nebendarsteller-Ensemble (letztere hatte auch schon in einem halben Dutzend Curly-Filme mitgewirkt). Zu den herausragenden Filmen dieser Phase zählten Fright Night (1947, Shemp Howards Favorit), Brideless Groom (1947), Squareheads of the Round Table (1948), Who Done It? (1949), Punchy Cowpunchers (1950), Three Dark Horses (1952) und Blunder Boys (1955, eine Veralberung der Fernsehserie Polizeibericht). 1949 drehten Moe, Larry und Shemp einen Pilotfilm für eine nie realisierte Three-Stooges-TV-Serie namens Jerks of All Trades.
Bis 1951 konnte die Qualität der Kurzfilme auf einem recht konstanten Niveau gehalten werden, danach ließ sie aufgrund von Sparmaßnahmen zusehends nach. Zu viele Neuverfilmungen und aufgewärmte Gags, Verwendung von für die Stooges ungeeignetem Material und eine bescheidener werdende, teilweise fernsehartig wirkende Ausstattung der Filme waren ungute Entwicklungen, hinzu kam der Verlust einiger fähiger Mitarbeiter. Grotesk wurde es ab 1953, als den meisten Filmen aus Gründen der Kostenersparnis große Teile alten Materials einverleibt wurden: Von den 31 Kurzfilmen der Jahre 1953 bis 1956 hatten nur acht eine mehr oder weniger originale Handlung, alle anderen bestanden zu etwa 50 bis 75 Prozent aus wiederverwendeten Szenen älterer Filme.
Nach mehreren Schlaganfällen starb Curly Howard 48-jährig am 18. Januar 1952.
Am 22. November 1955 erlag Shemp Howard im Alter von 60 Jahren unerwartet einem Herzinfarkt. Mit „seinen“ letzten vier Filmen hatte er nichts mehr zu tun: Zwecks Vertragserfüllung wurde einfach altes Shemp-Material mit Aufnahmen des von hinten oder mit verdecktem Gesicht zu sehenden Stuntmans Joe Palma kombiniert.

### Die letzten Kurzfilme mit Joe Besser (1957–1959)
1956 wurde Shemp durch Joe Besser ersetzt, der mit den Stooges bereits seit den Ted-Healy-Tagen bekannt gewesen war. Wie Shemp, an dessen Seite er 1949 im Abbott-und-Costello-Film Verrücktes Afrika aufgetreten war, brachte Besser einige bereits zuvor bei Soloauftritten erprobte Manierismen mit. Der unter einer Halbglatze leidende Komiker war auf die Darstellung quengeliger und etwas tuntig wirkender Muttersöhnchen spezialisiert, was der typischen Komik des Trios letztlich eher abträglich war. Mit seinem aufgeregten Geplapper, seinem Dauergrinsen und seinen weit aufgerissenen Augen war er in den Stooges-Filmen einerseits noch kindlicher charakterisiert als Curly, ließ sich andererseits aber weit weniger von Moe gefallen („Not so hard/loud!“). Tatsächlich enthielt Bessers Vertrag eine Klausel, die es Moe untersagte, ihn bei den Dreharbeiten körperlich zu verletzen.
Insgesamt wirkte er in 16 Kurzfilmen mit, von denen neun über eine originale Handlung verfügen. Unter Fans stark umstritten, gehören bezeichnenderweise gerade die untypischeren Werke dieser Phase zu den unterhaltsameren: Hoofs and Goofs (1957), der es zu einer Fortsetzung brachte, Space Ship Sappy (1957), der erste Ausflug des Trios in den Weltraum, und Flying Saucer Daffy (1958, Joe Bessers Favorit), der letzte Stooges-Kurzfilm, der gedreht wurde. Am meisten aus dem Rahmen fiel der musikalische Sweet And Hot (1958), in dem Gesangstalent Muriel Landers die eigentliche Hauptrolle spielte und Moe eine sehr komische Darstellung eines Psychiaters mit deutsch-österreichischen Wurzeln bot.
Während ihrer langjährigen Tätigkeit für Columbia waren die Three Stooges von Studio-Präsident Harry Cohn stets weit unter Wert bezahlt worden: Er ließ die Komiker im Unklaren über ihren Riesenerfolg und jedes Jahr wurde unter dem Vorwand, der Markt für Kurzfilme sei eigentlich am Ende, erst „in letzter Minute“ ein neuer Vertrag aufgesetzt. Als der Markt dann tatsächlich so weit war, wurde das Trio Ende 1957 gefeuert. Da Columbia noch einige Kurzfilme in Reserve hatte, erschien der 190. und letzte (Sappy Bull Fighters) erst Mitte 1959.

### Comeback: Larry, Moe und Curly Joe (1959–1970)
Pläne der arbeitslosen Three Stooges, wieder zu ihren Wurzeln zurückzukehren und durch das Land zu touren, zerschlugen sich zunächst, da Joe Besser das Reisen aufgrund des Gesundheitszustandes seiner Frau ablehnte. Er nahm seinen Abschied, woraufhin Moe Howard und Larry Fine ernsthaft einen Rückzug in den Ruhestand erwogen. Aus ihrer Krise verhalf den verbleibenden Stooges letztlich das Fernsehen, das mittlerweile mit großem Erfolg ihre alten Kurzfilme ausstrahlte. Es entstand eine Nachfrage nach Neumaterial, so dass 1958 der Komiker Joe DeRita als neuer dritter Stooge engagiert wurde. Er war schon zwei Jahre zuvor die erste Wahl gewesen, hatte zu der Zeit aber andere Verpflichtungen gehabt. Zusammen gründete man nun das Unternehmen Comedy III Productions, Inc., das bis heute die Markenrechte der Three Stooges verwaltet.
Nach den beiden früheren abendfüllenden Three Stooges-Vehikeln Rockin’ in the Rockies (1945, mit Curly) und Gold-Raiders (1951, mit Shemp) entstanden mit Joe DeRita zwischen 1959 und 1965 insgesamt sechs weitere Langfilme. Die Zielgruppe waren nun hauptsächlich Kinder, was eine Abmilderung des gewalttätigen Slapsticks zur Folge hatte, auch bedingt durch das fortgeschrittene Alter der Akteure. Aufgrund seiner physischen Ähnlichkeit mit Curly und um ihn von seinem Vorgänger Joe (Besser) abzugrenzen, hörte DeRita in den Filmen auf den Vornamen Curly Joe. Darstellerisch bot er eine kindgerechte, weniger verrückte und weit weniger dynamische Kopie Curlys.
Abermals wurden die Filme von Columbia produziert, lediglich Snow White and the Three Stooges (1961) entstand im Auftrag von 20th Century Fox. Dieser aufwendigste, einzige Farbfilm des Trios war zugleich auch der am wenigsten erfolgreiche und wurde von Moe Howard später als „unser Technicolor-Fehler“ bezeichnet. Im krassen Gegensatz dazu wurde der laut Vorspann „in glorreichem Schwarzweiß gedrehte“ 88-minütige Nachfolger Haut den Herkulus (Originaltitel The Three Stooges Meet Hercules) von 1962 unter der Regie von Stooges-Veteran Edward Bernds mit Samson Burke als Herkules zum erfolgreichsten Langfilm des Trios. In diese Phase fällt außerdem das Stooges-Cameo als Feuerwehrleute in Eine total, total verrückte Welt (eine Anspielung auf ihren allerersten Filmauftritt in Soup to Nuts).
Dem letzten Stooges-Langfilm folgte 1965/66 im Fernsehen die Zeichentrick-Serie The New Three Stooges mit 156 Folgen à fünf Minuten, in der auch die Originale in Realszenen auftraten. In den 1960er Jahren waren die Three Stooges zudem einer der beliebtesten und bestbezahlten Live-Acts in Amerika. 1969 drehten sie einen Pilotfilm für eine neue TV-Serie mit dem Titel Kook’s Tour, in der die „Rentner“-Stooges in einer Kombination aus Reisedoku und Komödie auf Weltreise gehen sollten. Doch am 9. Januar 1970 erlitt Larry einen lähmenden Schlaganfall, der seine Komiker-Karriere sowie die Pläne für die TV-Serie beendete. Damit war auch das Ende für die Three Stooges gekommen.
Larry Fine starb am 24. Januar 1975 an einer Hirnblutung. Moe Howard starb am 4. Mai 1975 an Lungenkrebs. Joe Besser starb 1988 an Herzversagen, Curly Joe DeRita 1993 an einer Lungenentzündung.

## Sonstiges
Von den 97 Kurzfilmen der Curly-Ära wurden 78 im Auftrag der ARD synchronisiert. Moe wurde von Wolfgang Hess gesprochen, Larry von Peter Thom und Curly von Joachim Kemmer. Die Folgen liefen um 1984 im Kinderprogramm in der Reihe Spaß am Dienstag, wo das Trio infernale wechselweise als Die drei Verrückten oder Die drei Stooges angekündigt wurde. Die rund 100 folgenden Kurzfilme ohne Curly liefen nicht in Deutschland.
Im Frühjahr 2000 produzierte der langjährige Stooge-Fan Mel Gibson als Executive Producer den TV-Film The Three Stooges über Leben und Karriere der Komikergruppe. Paul Ben-Victor spielte Moe, Evan Handler spielte Larry, John Kassir spielte Shemp und Michael Chiklis spielte Curly. Der Film entstand für die ABC und basierte auf Michael Flemings autorisierter Biographie der Stooges, The Three Stooges. From Amalgamated Morons to American Icons.
2012 lief in den Kinos der Film The Three Stooges (Die Stooges – Drei Vollpfosten drehen ab) der Brüder Peter und Bobby Farrelly. Dabei handelte es sich nicht um eine Filmbiographie, sondern um ein reines Phantasieprojekt: In drei lose zusammenhängenden Sequenzen erleben die altbekannten Stooge-Charaktere neue Abenteuer in der Gegenwart. Will Sasso ist als Curly zu sehen, Sean Hayes als Larry und Chris Diamantopoulos als Moe. Bei der Auswahl der Synchronsprecher für die deutschsprachige Version wurde kein Wert darauf gelegt, Stimmen zu finden, die denen der Original-Stooges ähneln.

## Mitglieder
Ted Healy

Tatsächlicher Name: Clarence Ernst Lee Nash

Geboren: 1. Oktober 1896

Gestorben: 21. Dezember 1937 (41 Jahre)

Stooge-Phasen: 1921–1931, 1932–1934
Moe Howard

Tatsächlicher Name: Moses Harry Horwitz

Geboren: 19. Juni 1897

Gestorben: 4. Mai 1975 (77 Jahre)

Stooge-Phasen: 1921–1970
Larry Fine

Tatsächlicher Name: Louis Feinberg

Geboren: 5. Oktober 1902

Gestorben: 24. Januar 1975 (72 Jahre)

Stooge-Phasen: 1925–1970
Curly Howard

Tatsächlicher Name: Jerome Lester Horwitz

Geboren: 22. Oktober 1903

Gestorben: 18. Januar 1952 (48 Jahre)

Stooge-Phase: 1932–1946
Shemp Howard

Tatsächlicher Name: Samuel Horwitz

Geboren: 4. März 1895

Gestorben: 22. November 1955 (60 Jahre)

Stooge-Phasen: 1923–1932, 1946–1955
Joe Besser

Tatsächlicher Name: Joseph Besser

Geboren: 12. August 1907

Gestorben: 1. März 1988 (80 Jahre)

Stooge-Phase: 1956–1958
Curly Joe DeRita

Tatsächlicher Name: Joseph Wardell

Geboren: 12. Juli 1909

Gestorben: 3. Juli 1993 (83 Jahre)

Stooge-Phase: 1958–1970